# ميشيل رانجيل
ميشيل رانجيل (بالإسبانية: Michael Rangel) (8 مارس 1991 في كولومبيا - ) هو لاعب كرة قدم كولومبي في مركز الهجوم. لعب مع أتلتيكو مدريد.

## وصلات خارجية
- ميشيل رانجيل على موقع اتحاد تركيا (لاعب) (الإنجليزية)
- ميشيل رانجيل على موقع قاعدة بيانات كرة القدم.إي يو (الإنجليزية)
- ميشيل رانجيل على موقع ناشيونال فوتبول تيمز (الإنجليزية)
- ميشيل رانجيل على موقع Soccerway.com (الإنجليزية)
- ميشيل رانجيل على موقع عالم كرة القدم.نت (الإنجليزية)
- ميشيل رانجيل على موقع AS.com (الإسبانية)